# Arcidiecéze baltimorská
Arcidiecéze baltimorská (latinsky Archidioecesis Baltimorensis) je římskokatolická arcidiecéze na území severoamerického města Baltimore a části státu Maryland s katedrálou Panny Marie, Naší Královny a konkatedrálou Nanebevzetí Panny Marie, nejstarší katedrálou v USA. Jejím současným arcibiskupem je William Edward Lori. Jde o metropolitní arcidiecézi, jíž jsou podřízeny tyto sufragánní diecéze na území území amerických států Maryland, Delaware, Virginie a Západní Virginie:
- diecéze arlingtonská
- diecéze richmondská
- diecéze Wheeling-Charleston
- diecéze wilmingtonská.

Arcidiecéze baltimorská je nejstarší katolickou diecézí v USA, a proto mají její arcibiskupové precedenci při liturgických slavnostech, i když nejsou primasy Spojených států.

## Stručná historie
Před Americkou válkou za nezávislost a během ní byli američtí katolíci ještě podřízeni apoštolskému vikariátu v Londýně. Na žádost marylandských katolíků papež Pius VI. v roce 1784 ustanovil apoštolským prefektem amerických katolíků jezuitu Johna Carrolla, který se v roce 1789 stal baltimorským biskupem a vůbec prvním biskupem Spojených států. V roce 1808 se Baltimore stal první arcidiecézí v USA.